# Mövenpick Ice Cream

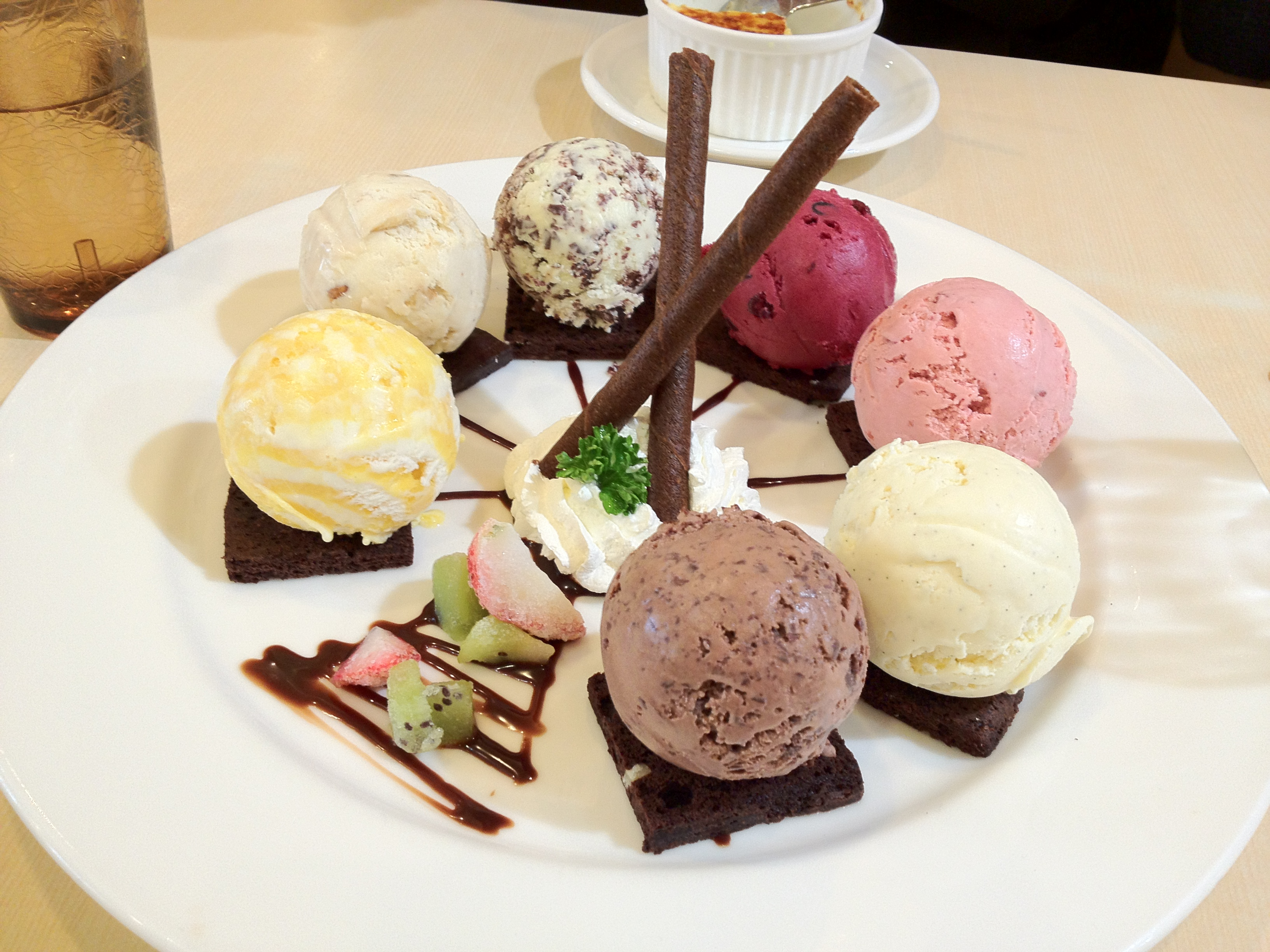
Ассорти мороженого Mövenpick

Mövenpick Ice Cream — швейцарский бренд мороженого, принадлежащий транснациональной корпорации Nestlé (с 2016 года — Froneri).

## История
Первый ресторан Mövenpick был основан Ули Прагером 19 июля 1948 года в Цюрихе. К 1958 году насчитывалось 8 ресторанов Mövenpick, расположенных по всей Швейцарии. Прагер являлся операционным менеджером группы Mövenpick до 1991 года.
Изначально, в 1960-х годах, мороженое производилось группой Mövenpick только для продажи в ресторанах. Завод в Бурсинсе был построен в 1972 году, однако в настоящее время производство перенесено на более крупное подразделение в Роршахе.
В 1974 году в Германии компания Mövenpick получила лицензию от производителя мороженого Theo Schöller, позже известного как Scholler Lebensmittel GmbH & Co KG. В 2002 году регулирующие органы ЕС рассмотрели, а затем одобрили покупку Nestlé Scholler Holding Group у Sudzucker, включая лицензирование продажи Mövenpick в некоторых европейских странах. Решение было принято потому, что в то время как слияние укрепило бы позиции Nestlé на рынке мороженого, роль Unilever на рынке обеспечила бы постоянную сильную конкуренцию в этом секторе.
В марте 2000 года компания Mövenpick приобрела оклендскую компанию Chateau Creme Delight Ice Cream.
В 2002 году компания Bauer получила лицензию на дистрибуцию и продажу Mövenpick в Великобритании.
В апреле 2003 года компания Nestlé купила международные права на мороженое Mövenpick у гостиничной группы, и было создано независимое бизнес-подразделение под названием «Swiss Premium Ice Cream». Контракт о выкупе не включал производственные мощности в Новой Зеландии.
По состоянию на 2014 год бизнес управлялся дочерней компанией под названием «Nestlé Super Premium» со штаб-квартирой в Веве, Швейцария. В 2016 году это был один из брендов, которые корпорация Nestlé внесла в новое совместное предприятие с R&R Ice Cream под названием Froneri.